# Hendecourt-lès-Cagnicourt
Hendecourt-lès-Cagnicourt – miejscowość i gmina we Francji, w regionie Hauts-de-France, w departamencie Pas-de-Calais.
Według danych na rok 1990 gminę zamieszkiwały 292 osoby, a gęstość zaludnienia wynosiła 33 osób/km² (wśród 1549 gmin regionu Nord-Pas-de-Calais Hendecourt-lès-Cagnicourt plasuje się na 937. miejscu pod względem liczby ludności, natomiast pod względem powierzchni na miejscu 392.).